# 1994-es Formula–1 francia nagydíj
A francia nagydíj volt az 1994-es Formula–1 világbajnokság hetedik futama.

## Futam
Magny Cours-ba érkezve, Schumacher már öt győzelmet tudhatott a magáénak. A Williamsnél Nigel Mansell helyettesítette Coulthardot. A Williams-Renault két pilótája szerezte meg az első sort Damon Hill-Nigel Mansell sorrendben. Schumacher a rajtnál mindkettőjüket megelőzte. Mansell a futamon erőátviteli probléma miatt kiesett, Schumacher győzött Hill és Berger előtt.
| Helyezés | #  | Versenyző             | Csapat/Motor      | Futott körök | Idő/Kiesés oka | Rajthely | Pontszám |
| -------- | -- | --------------------- | ----------------- | ------------ | -------------- | -------- | -------- |
| 1        | 5  | Michael Schumacher    | Benetton-Ford     | 72           | 1:38:36,2      | 3        | 10       |
| 2        | 0  | Damon Hill            | Williams-Renault  | 72           | +12,642        | 1        | 6        |
| 3        | 28 | Gerhard Berger        | Ferrari           | 72           | +52,765        | 5        | 4        |
| 4        | 30 | Heinz-Harald Frentzen | Sauber-Mercedes   | 71           | +1 kör         | 10       | 3        |
| 5        | 23 | Pierluigi Martini     | Minardi-Ford      | 70           | +2 kör         | 16       | 2        |
| 6        | 29 | Andrea de Cesaris     | Sauber-Mercedes   | 70           | +2 kör         | 11       | 1        |
| 7        | 12 | Johnny Herbert        | Lotus-Mugen-Honda | 70           | +2 kör         | 19       |          |
| 8        | 9  | Christian Fittipaldi  | Footwork-Ford     | 70           | +2 kör         | 18       |          |
| 9        | 32 | Jean-Marc Gounon      | Simtek-Ford       | 68           | +4 kör         | 26       |          |
| 10       | 4  | Mark Blundell         | Tyrrell-Yamaha    | 67           | +5 kör         | 17       |          |
| 11       | 20 | Éric Comas            | Larrousse-Ford    | 66           | Motorhiba      |          |          |
| Kiesett  | 3  | Katajama Ukjó         | Tyrrell-Yamaha    | 53           | Kicsúszás      |          |          |
| Kiesett  | 7  | Mika Häkkinen         | McLaren-Peugeot   | 48           | Motorhiba      |          |          |
| Kiesett  | 2  | Nigel Mansell         | Williams-Renault  | 45           | Váltó          |          |          |
| Kiesett  | 27 | Jean Alesi            | Ferrari           | 41           | Ütközés        |          |          |
| Kiesett  | 14 | Rubens Barrichello    | Jordan-Hart       | 41           | Ütközés        |          |          |
| Kiesett  | 25 | Éric Bernard          | Ligier-Renault    | 40           | Váltó          |          |          |
| Kiesett  | 19 | Olivier Beretta       | Larrousse-Ford    | 36           | Motorhiba      |          |          |
| Kiesett  | 8  | Martin Brundle        | McLaren-Peugeot   | 29           | Motorhiba      |          |          |
| Kiesett  | 10 | Gianni Morbidelli     | Footwork-Ford     | 28           | Ütközés        |          |          |
| Kiesett  | 26 | Olivier Panis         | Ligier-Renault    | 28           | Ütközés        |          |          |
| Kiesett  | 31 | David Brabham         | Simtek-Ford       | 28           | Erőátvitel     |          |          |
| Kiesett  | 6  | Jos Verstappen        | Benetton-Ford     | 25           | Kicsúszás      |          |          |
| Kiesett  | 15 | Eddie Irvine          | Jordan-Hart       | 24           | Váltó          |          |          |
| Kiesett  | 24 | Michele Alboreto      | Minardi-Ford      | 21           | Motorhiba      |          |          |
| Kiesett  | 11 | Alessandro Zanardi    | Lotus-Mugen-Honda | 20           | Motorhiba      |          |          |
| NK       | 34 | Bertrand Gachot       | Pacific-Ilmor     |              |                |          |          |

## A világbajnokság élmezőnyének állása a verseny után
| H  | Versenyzők         | Pont | H  | Konstruktőrök    | Pont |
| -- | ------------------ | ---- | -- | ---------------- | ---- |
| 1. | Michael Schumacher | 66   | 1. | Benetton-Ford    | 67   |
| 2. | Damon Hill         | 29   | 2. | Ferrari          | 36   |
| 3. | Gerhard Berger     | 17   | 3. | Williams-Renault | 31   |
| 4. | Jean Alesi         | 13   | 4. | Jordan-Hart      | 11   |
| 5. | Rubens Barrichello | 7    | 5. | McLaren-Peugeot  | 10   |

## Statisztikák
Vezető helyen:
- Michael Schumacher: 65 (1-37 / 45-72)
- Damon Hill: 7 (38-44)

Michael Schumacher 8. győzelme, Damon Hill 3. pole-pozíciója, 6. leggyorsabb köre.
- Benetton 13. győzelme.